# ヴァンダレイ・シウバ
ヴァンダレイ・シウバ（Wanderlei Silva、1976年7月3日 - ）は、ブラジルの男性総合格闘家。パラナ州クリチバ出身。ヴァンジ・ファイトチーム主宰。UFC殿堂入り。1999年からPRIDEに出場し、2001年11月に開催されたPRIDE.17における桜庭和志との世界ミドル級王座決定戦で初代PRIDE世界ミドル級王者となった。2003年に開催されたPRIDE GRANDPRIX 2003で優勝し、5年間17戦無敗、世界ミドル級王座を3度防衛したことから「PRIDE世界ミドル級絶対王者」と呼ばれた。

## 来歴
1976年にブラジルのパラナ州クリチバに生まれる。幼少期から喧嘩に明け暮れていたが、13歳のときシュートボクセ・アカデミーに入門し、ムエタイを学ぶ。18歳の時に志願してブラジル陸軍に入隊した。
1996年11月1日、ブラジルでプロ総合格闘技デビュー。欠場者の代理出場で、対戦相手ジウソン・フィリォとは20kgの差があったものの、逆転のKO勝利を収めた。
1997年9月15日、International Vale Tudo Championshipの8人制トーナメントに出場、決勝まで勝ち上がるが決勝のアルトゥール・マリアーノ戦では打撃で圧倒し試合を優位に進めていたものの自らの頭突きで目尻をカットし、ドクターストップでTKO負けとなり、準優勝に終わった。
UFC初出場
IVCの主催者セルジオの推薦で1998年10月16日、ブラジルで開催されたUFC BrazilでUFC初出場。ビクトー・ベウフォートと対戦し、スタンドパンチ連打で開始44秒でTKO負けを喫した。
1999年4月27日、IVCライトヘビー級（91kg）王座決定戦でユージーン・ジャクソンと対戦し、ギブアップ勝ちを収め王座獲得に成功した。

### PRIDE
ブッカーKこと川﨑浩市氏のブッキングで1999年9月12日、PRIDE初出場となったPRIDE.7でカール・マレンコと対戦し、判定勝ち。
2000年1月30日、PRIDE GRANDPRIX 2000 開幕戦のリザーブマッチでボブ・シュライバーにスリーパーホールドで一本勝ち。
2000年4月14日、日本で開催されたUFC 25のUFC世界ミドル級（現ライトヘビー級）王座決定戦でティト・オーティズと対戦し、判定負けで王座獲得に失敗した。
2000年8月27日、PRIDE.10でガイ・メッツァーと対戦し、KO勝ち。
2000年12月23日、PRIDE.12でリングスKOKトーナメント優勝のダン・ヘンダーソンと対戦、ヘンダーソンの攻撃で左目をカットし視野を塞がれるものの、1ラウンド終盤から攻勢に転じ、2ラウンドにマウントポジションを奪うなど試合を優位に進め、判定勝ちを収めた。
桜庭第1戦
2001年3月25日、PRIDE.13で「ミドル級頂上対決」と評された桜庭和志との一戦が実現。この大会から4点ポジションからの膝蹴りが可能となり、この新ルールはシウバに有利と言われていたが、試合ではテイクダウンを狙った桜庭にこの攻撃でダメージを与え最後はサッカーボールキックでTKO勝ちを収めた。この一戦で「戦慄の膝小僧」の異名を轟かせ、一気にスターダムにのし上がった。

#### PRIDEミドル級王座獲得
桜庭第2戦
2001年11月3日、PRIDE.17で行われた初代PRIDEミドル級（93kg）王座決定戦で桜庭和志と再戦。1ラウンド途中、桜庭にフロントチョークに捕らえられた体勢から桜庭をボディスラムでマットに叩きつけ左肩を脱臼させ、1ラウンド終了後、ドクターストップによるTKO勝利となり、以後5年以上に渡って保持することになるPRIDEミドル級王座獲得に成功した。
2002年2月24日、PRIDE.19で行われたPRIDEミドル級タイトルマッチで挑戦者の田村潔司と対戦。パウンドでダメージを与え最後は右ストレートでKO勝利を収め、王座の初防衛に成功した。
ミルコ第1戦
2002年4月28日、PRIDE.20で「PRIDE vs K-1」頂上決戦と評されたミルコ・クロコップとの特別ルール（3分5R判定なし、グラウンドでの膠着はスタンドからのリスタート）での対戦は、時間切れで引き分けた。
2002年8月28日、Dynamite!では一度はジェレル・ヴェネチアンとの対戦が決定したものの、大会プロデューサー石井和義の呼びかけに応じた極真空手王者の岩崎達也と対戦し、左ハイキックでダウンを奪いパウンドでTKO勝ち。
2002年11月24日、PRIDE.23で行われたPRIDEミドル級タイトルマッチで挑戦者の金原弘光と対戦し、シウバの踏みつけで金原陣営からタオルが投入され、TKO勝ちを収め、2度目の王座防衛に成功した。

#### PRIDE GP 2003 優勝
桜庭第3戦
2003年は、ミドル級グランプリ「PRIDE GRANDPRIX 2003」に出場。2003年8月10日のPRIDE GRANDPRIX 2003 開幕戦で行われたグランプリ1回戦では桜庭和志と3度目の対戦となったが、桜庭のローキックにカウンターの右ストレートを合わせて失神KO勝ちを収め、返り討ちにした。
ジャクソン第1戦
2003年10月にはグランプリ準決勝の組み合わせ抽選会で吉田秀彦の指名を受け対戦が決定、迎えた2003年11月9日のPRIDE GRANDPRIX 2003 決勝戦で行われたグランプリ準決勝で吉田秀彦を判定で破り決勝進出を果たすと、続くグランプリ決勝ではクイントン・"ランペイジ"・ジャクソン相手に首相撲からの17発連続の膝蹴りでTKO勝ちを収め、ミドル級グランプリ優勝を果たした。
2004年2月15日、PRIDEの新シリーズであるPRIDE武士道の第2回大会に出場、「日本VSシュート・ボクセ 3対3対抗戦」の大将戦として美濃輪育久と対戦し、開始1分過ぎ、テイクダウンに失敗して引き込んだ美濃輪にパウンドを浴びせKO勝利を収めた。
2004年8月15日、PRIDE GRANDPRIX 2004 決勝戦で「日本人最後の砦」と言われたパンクラス・ライトヘビー級王者の近藤有己と対戦し、パンチでダウンさせ、踏みつけによりレフェリーストップでTKO勝ちを収めた。試合後にはリングに登場したクイントン・ジャクソンの挑戦表明を受け、「ヤル!」と応じるパフォーマンスを見せた。
ジャクソン第2戦
2004年10月31日、PRIDE.28で行われたPRIDEミドル級タイトルマッチでクイントン・"ランペイジ"・ジャクソンと再戦。1ラウンド終盤にパンチでダウンを奪われパウンドで追い詰められるも、2ラウンドに第1戦と同じく首相撲からの膝蹴りの連打で衝撃的な失神KOに追い込み、3度目の王座防衛に成功した。
2004年12月31日、PRIDE 男祭り 2004では桜庭和志と4度目の対戦が決定していたが、桜庭の怪我で直前に対戦相手がヘビー級のマーク・ハントに変更となった。試合は2ラウンドにダウンを奪われるもマウントポジションを取るなどポジショニングで優位に立ち挽回するが、1-2の判定でPRIDE初黒星を喫した。
PRIDE GRANDPRIX 2005
2005年は連覇を掛けミドル級グランプリ「PRIDE GRANDPRIX 2005」に出場。2005年4月23日のPRIDE GRANDPRIX 2005 開幕戦で行われたグランプリ1回戦では吉田秀彦との再戦となり、2-1の判定で勝利した。
2005年6月26日、PRIDE GRANDPRIX 2005 2nd ROUNDで行われたグランプリ2回戦では半袖の柔道着を纏った中村和裕との対戦となり、開始5分過ぎ、中村が服を脱いだ瞬間にパンチでダウンを奪い、マウントパンチによる追撃でレフェリーストップによりTKO勝ちを収め、ベスト4に進出した。
2005年8月28日、PRIDE GRANDPRIX 2005 決勝戦で行われたグランプリ準決勝ではヒカルド・アローナにグラウンドで抑え込まれる展開が続き、判定で敗れグランプリ連覇を逃した。シウバが同階級の選手に負けたのは2000年のティト・オーティズ戦以来5年振りのことであった。
2005年12月31日、PRIDE 男祭り 2005でヒカルド・アローナとミドル級タイトルマッチで再戦。僅差の判定で勝利し、4度目の王座防衛に成功すると共にリベンジを果たした。
PRIDE 無差別級グランプリ 2006

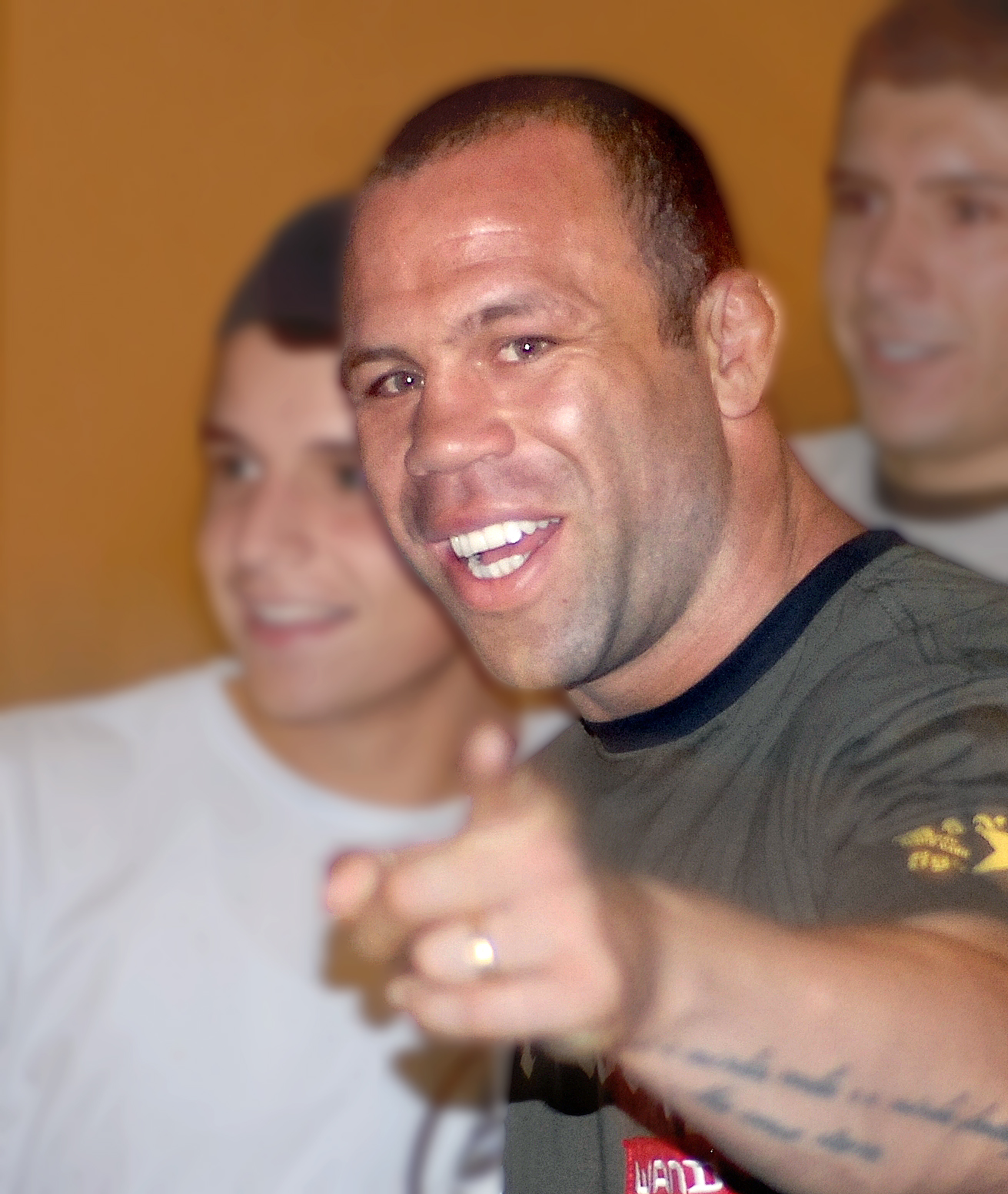
2006年のシウバ

2006年5月18日、拳の手術の回復が間に合わず欠場となったエメリヤーエンコ・ヒョードルに代わってPRIDE 無差別級グランプリ 2006に出場することが発表された。
2006年7月1日、PRIDE 無差別級グランプリ 2006 2nd ROUNDで行われたPRIDE 無差別級グランプリの2回戦に出場し、藤田和之と対戦した。右ストレートでダウンを奪いサッカーボールキックを放つと藤田陣営のセコンドからタオルが投入され、TKO勝利となり準決勝進出を果たした。
ミルコ第2戦
2006年9月10日、PRIDE 無差別級グランプリ 2006 決勝戦で行われたグランプリ準決勝では、PRIDE.20以来の約4年ぶりの再戦となるミルコ・クロコップと対戦。序盤から素早い打撃戦を展開し、会場を沸かせたが、1ラウンド5分過ぎに左ハイキックを受け失神、PRIDE初のKO負けを喫した。
2007年2月25日、ネバダ州ラスベガスで開催されたPRIDE.33で7年振りの再戦となるダン・ヘンダーソンとPRIDEミドル級タイトルマッチを行ったが、最終ラウンドに左フックでダウンしパウンドでTKO負け。5年余りに渡って保持していたミドル級王座から陥落した。

### UFC復帰

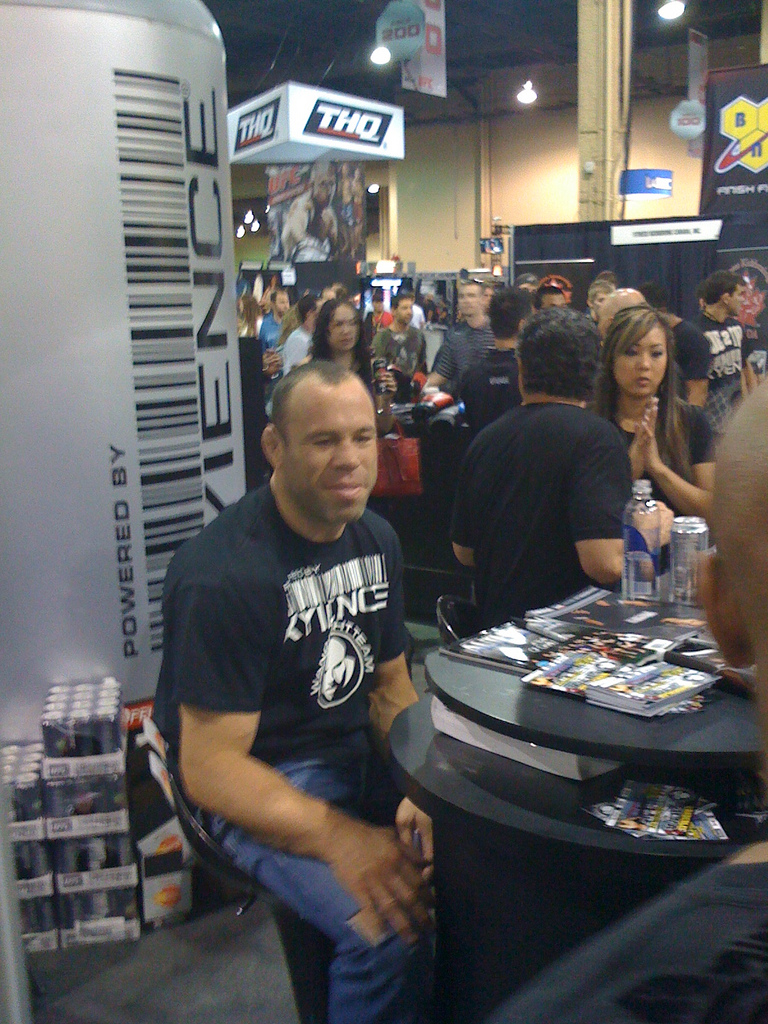
UFCファンエキスポでのシウバ。

PRIDEの活動休止とともにUFCと再契約し、それに前後してシュートボクセ・アカデミーから脱退。アメリカに移住し、ランディ・クートゥアのジムであるエクストリーム・クートゥアに移籍した。
リデル戦
2007年12月29日、UFC 25以来7年半振りのUFC復帰戦となったUFC 79でチャック・リデルと対戦し、殴り合いの壮絶な激闘を繰り広げるも、0-3の判定負けを喫した。敗れはしたものの、ファイト・オブ・ザ・ナイトを受賞した。
2008年5月24日、UFC 84でキース・ジャーディンと対戦。試合開始直後に右フックでダウンを奪いパウンドによる追撃でわずか36秒で秒殺KO勝ち、ノックアウト・オブ・ザ・ナイトを受賞した。
ジャクソン第3戦
2008年12月27日、UFC 92でPRIDEで2連勝したクイントン・"ランペイジ"・ジャクソンと3度目の対戦を行い、カウンターの左フックで失神KO負けを喫した。
2009年3月、ネバダ州ラスベガスに自身のジム「ヴァンジ・ファイトチーム」を設立。
2009年6月13日、UFC 99でリッチ・フランクリンと契約体重195ポンドで対戦し、判定負けを喫するもファイト・オブ・ザ・ナイトを受賞した。
2009年10月には秋山成勲との対戦が発表されたものの、その後マイケル・ビスピンに変更となった。試合は2010年2月20日のUFC 110で行なわれ、シウバが判定で勝利した。
2010年7月3日のUFC 116で秋山成勲と改めて対戦予定であったが自身の怪我により欠場することが試合1週間前に発表された。この後シウバは膝の手術を受け約1年半のブランクを作った。
2011年7月2日、UFC 132でクリス・リーベンと対戦するも試合開始早々にアッパー連打でダウンしたところにパウンドを浴びせられKO負け。
2011年11月19日、UFC 139でカン・リーと対戦し、パウンドでTKO勝ち。ファイト・オブ・ザ・ナイトを受賞した。
2012年、ビクトー・ベウフォートと共にThe Ultimate Fighter: Brazilでそれぞれのチームのヘッドコーチを務めた。
2012年6月23日、UFC 147でリッチ・フランクリンと再戦し、0-3の判定負け。敗れはしたものの、ファイト・オブ・ザ・ナイトを受賞した。当初はビクトーとTUFのコーチ対決を行う予定であったがビクトーの怪我で変更になった。
2013年3月3日、6年半ぶりの日本での試合となったUFC on Fuel TV 8でブライアン・スタンと対戦。1R序盤からお互いにダウンを奪い合う壮絶な激戦となり、2Rに左フックでスタンからダウンを奪いパウンドでKO勝ち。ファイト・オブ・ザ・ナイトを受賞した。
2014年7月5日のUFC 175で長年に渡って挑発し合ってきたチェール・ソネンと対戦する事が決定するも、シウバが薬物検査を拒否したために欠場になった事が発表される。これに対しシウバは薬物検査官が持参した文書が英語であまり詳細がわからず、加えて試合を控えたヘナン・バラオンのサポートで忙しくその場にあまりいられなかった、これまでのキャリアで一度も薬物検査を失格したことも拒否したことも無いと主張した。しかし6月17日、シウバはネバダ州アスレチック・コミッションの公聴会において、骨折した手首の保水性を最小限に抑える事を名目に、禁止薬物である利尿剤を服用していた事を明かした。
2014年9月19日、総合格闘家として引退する事を表明。最後にUFCを批判するようなコメントを残した。2015年7月24日、シウバは「UFCが八百長試合を行っている証拠がある」と発言するが、7月29日にUFCから名誉棄損で訴えられ、2016年1月14日にシウバは「そのような（八百長試合の）証拠は無く、私が間違っていた発言を撤回したい」と謝罪を表明した。同日、UFCから正式に契約解除されたことをシウバの弁護士が公表した。
2016年2月17日、ネバダ州アスレチック・コミッションが薬物検査を拒否したシウバに永久追放と罰金7万ドルの処分を下したが、シウバがそれに対し異議申し立てをしていた件で、ネバダ州アスレチック・コミッションは再審議をした結果、3年間の出場停止と罰金無しに処分を軽減した。ネバダ州地方裁判所裁判でも「ネバダ州アスレチック・コミッションがシウバに下した処分は権限を超えたものである」とシウバ勝訴の判決が2015年5月に下されていた。

### RIZIN
2016年4月17日、RIZINのRIZIN.1にて、田村潔司とタッグを組み、所英男・桜庭和志とグラップリングルールのダブルバウトで対戦し、時間切れ引き分けに終わった。
2016年12月29日に開催されるRIZIN FIGHTING WORLD GRAND-PRIX 2016 無差別級トーナメントにシード枠で2回戦より出場し、ミルコ・クロコップと対戦予定だったが、5月に起きた交通事故による怪我の回復が思わしくないとの理由で欠場する事が発表された。

### Bellator
2017年6月24日、Bellator 180でチェール・ソネンと対戦し、1Rに右フックでダウンを奪ったが0-3の判定負け。
2018年9月29日、Bellator 206でクイントン・"ランペイジ"・ジャクソンと通算4度目の対戦をし、右フックからのパウンドで2RTKO負け。

### 引退
2022年9月1日、総合格闘技の引退を発表。
2024年2月17日、UFC 298でシウバのUFC殿堂入り（パイオニア部門）が発表された。
10月8日、米MMAメディア「BJPENN.COM」などの複数の海外メディアが、シウバが慢性外傷性脳症を患っていることを報じた。

## 人物・エピソード
- 選手コール時に、両手を合わせクルクル回し相手を威嚇する仕草が有名。
- 既婚者であり子供もいる。2007年からUFC出場に伴い、シュートボクセ・アカデミーを円満離脱し、アメリカに移住。2016年4月にアメリカ合衆国の市民権を取得した[65]。現在はブラジルに帰国し故郷のクリチバで暮らしている[66]。
- UFCに復帰して、UFCに在籍した6年間で970万ドル（約12億円）の報酬を稼いだ[67]。
- 人一倍チームメイト思いとして有名でマウリシオ・ショーグンやムリーロ・ニンジャなどに対してとても面倒見がよく、温厚に接する。
- かつて3度戦った桜庭和志とは仲がよく、桜庭から受け取った紙製のチャンピオンベルトや阪神タイガースのキャップを大切にしている。
- PRIDEの恒例イベントであった「けやき広場イベント」の「チャンピオン祭り」では、自身の握手会に来てくれたファンに自分のニット帽をあげたり、参加していないファンを気遣って握手をしたりと、ファンに対するサービス心は高い。
- 週刊少年マガジンで連載していた「もう、しませんから。」に2回登場。1回目は作者の西本と似顔絵で対決して勝利。2回目は同作品の題字を毛筆で書き下ろした。
- 2004年11月20日、フジテレビ系『めちゃ×2イケてるッ!』のゲームコーナー「STAMP8」に外国人格闘家初のゲストとして出演した。
- カエルが大の苦手とジャンクSPORTSで発言している。
- 来日時には必ずと言っていいほど、はなまるうどんで牛肉うどんに海老天を5本乗せて食べており[68][69]、そのメニューをシウバ自身が好きな日本食として挙げている[68][69]。その縁ではなまるうどんから渋谷公園通り店限定の「一生無料券」を贈呈されたほか[70]、2005年12月29日から2006年1月15日までの限定メニューとして牛肉うどんに海老天3本にした組み合わせを「シウバうどん」として販売されていた[70]。
- 2009年に何度も骨折を繰り返していた鼻と目の周囲の瘢痕組織を除去する修復手術を受けた。手術を担当した医師によるとこの手術で塞がっていた鼻の気道が確保され、酸素摂取量が30％増加したという。

## 戦績

### 総合格闘技
| 総合格闘技 戦績 | 総合格闘技 戦績 | 総合格闘技 戦績 | 総合格闘技 戦績 | 総合格闘技 戦績 | 総合格闘技 戦績 | 総合格闘技 戦績 |
| --------------- | --------------- | --------------- | --------------- | --------------- | --------------- | --------------- |
| 51 試合         | (T)KO           | 一本            | 判定            | その他          | 引き分け        | 無効試合        |
| 35 勝           | 25              | 3               | 7               | 0               | 1               | 1               |
| 14 敗           | 7               | 0               | 7               | 0               | 1               | 1               |

| 勝敗 | 対戦相手                             | 試合結果                             | 大会名                                                               | 開催年月日     |
| ×    | クイントン・ランペイジ・ジャクソン   | 2R 4:32 TKO（右フック→パウンド）     | Bellator 206: Mousasi vs. Macdonald                                  | 2018年9月29日  |
| ×    | チェール・ソネン                     | 5分3R終了 判定0-3                    | Bellator 180                                                         | 2017年6月24日  |
| ○    | ブライアン・スタン                   | 2R 4:08 KO（左フック→パウンド）      | UFC on Fuel TV 8: Silva vs. Stann                                    | 2013年3月3日   |
| ×    | リッチ・フランクリン                 | 5分5R終了 判定0-3                    | UFC 147: Silva vs. Franklin 2                                        | 2012年6月23日  |
| ○    | カン・リー                           | 2R 4:49 TKO（膝蹴り→パウンド）       | UFC 139: Shogun vs. Henderson                                        | 2011年11月19日 |
| ×    | クリス・リーベン                     | 1R 0:27 KO（左アッパー→パウンド）    | UFC 132: Cruz vs. Faber                                              | 2011年7月2日   |
| ○    | マイケル・ビスピン                   | 5分3R終了 判定3-0                    | UFC 110: Nogueira vs. Velasquez                                      | 2010年2月20日  |
| ×    | リッチ・フランクリン                 | 5分3R終了 判定0-3                    | UFC 99: The Comeback                                                 | 2009年6月13日  |
| ×    | クイントン・"ランペイジ"・ジャクソン | 1R 3:21 KO（左フック）               | UFC 92: The Ultimate 2008                                            | 2008年12月27日 |
| ○    | キース・ジャーディン                 | 1R 0:36 KO（パウンド）               | UFC 84: Ill Will                                                     | 2008年5月24日  |
| ×    | チャック・リデル                     | 5分3R終了 判定0-3                    | UFC 79: Nemesis                                                      | 2007年12月29日 |
| ×    | ダン・ヘンダーソン                   | 3R 2:08 TKO（左フック→パウンド）     | PRIDE.33 "THE SECOND COMING" 【PRIDE世界ミドル級タイトルマッチ】     | 2007年2月24日  |
| ×    | ミルコ・クロコップ                   | 1R 5:26 KO（左ハイキック）           | PRIDE 無差別級グランプリ 2006 決勝戦 【無差別級グランプリ 準決勝】   | 2006年9月10日  |
| ○    | 藤田和之                             | 1R 9:21 TKO（タオル投入）            | PRIDE 無差別級グランプリ 2006 2nd ROUND 【無差別級グランプリ 2回戦】 | 2006年7月1日   |
| ○    | ヒカルド・アローナ                   | 3R（10分/5分/5分）終了 判定2-1       | PRIDE 男祭り 2005 頂-ITADAKI- 【PRIDE世界ミドル級タイトルマッチ】    | 2005年12月31日 |
| ×    | ヒカルド・アローナ                   | 2R（10分/5分）終了 判定0-3           | PRIDE GRANDPRIX 2005 決勝戦 【ミドル級グランプリ 準決勝】            | 2005年8月28日  |
| ○    | 中村和裕                             | 1R 5:24 TKO（マウントパンチ）        | PRIDE GRANDPRIX 2005 2nd ROUND 【ミドル級グランプリ 2回戦】          | 2005年6月26日  |
| ○    | 吉田秀彦                             | 3R（10分/5分/5分）終了 判定2-1       | PRIDE GRANDPRIX 2005 開幕戦 【ミドル級グランプリ 1回戦】             | 2005年4月23日  |
| ×    | マーク・ハント                       | 3R（10分/5分/5分）終了 判定1-2       | PRIDE 男祭り 2004 -SADAME-                                           | 2004年12月31日 |
| ○    | クイントン・"ランペイジ"・ジャクソン | 2R 3:26 KO（膝蹴り）                 | PRIDE.28 【PRIDE世界ミドル級タイトルマッチ】                         | 2004年10月31日 |
| ○    | 近藤有己                             | 1R 2:46 KO（踏みつけ）               | PRIDE GRANDPRIX 2004 決勝戦                                          | 2004年8月15日  |
| ○    | 美濃輪育久                           | 1R 1:09 KO（パウンド）               | PRIDE 武士道 -其の弐-                                                | 2004年2月15日  |
| ○    | クイントン・"ランペイジ"・ジャクソン | 1R 6:28 TKO（膝蹴り）                | PRIDE GRANDPRIX 2003 決勝戦 【ミドル級グランプリ 決勝】              | 2003年11月9日  |
| ○    | 吉田秀彦                             | 2R（10分/5分）終了 判定3-0           | PRIDE GRANDPRIX 2003 決勝戦 【ミドル級グランプリ 準決勝】            | 2003年11月9日  |
| ○    | 桜庭和志                             | 1R 5:01 KO（右フック）               | PRIDE GRANDPRIX 2003 開幕戦 【ミドル級グランプリ 1回戦】             | 2003年8月10日  |
| ○    | 金原弘光                             | 1R 3:31 TKO（タオル投入）            | PRIDE.23 【PRIDE世界ミドル級タイトルマッチ】                         | 2002年11月24日 |
| ○    | 岩崎達也                             | 1R 1:16 TKO（左ハイキック→パウンド） | Dynamite! SUMMER NIGHT FEVER in 国立                                 | 2002年8月28日  |
| △    | ミルコ・クロコップ                   | 3分5R終了 時間切れ                   | PRIDE.20                                                             | 2002年4月28日  |
| ○    | 田村潔司                             | 2R 2:28 KO（右ストレート）           | PRIDE.19 【PRIDE世界ミドル級タイトルマッチ】                         | 2002年2月24日  |
| ○    | アレクサンダー大塚                   | 3R 2:22 TKO（ドクターストップ）      | PRIDE.18                                                             | 2001年12月23日 |
| ○    | 桜庭和志                             | 1R終了時 TKO（ドクターストップ）     | PRIDE.17 【PRIDE世界ミドル級王座決定戦】                             | 2001年11月3日  |
| ○    | 大山峻護                             | 1R 1:30 TKO（スタンドパンチ連打）    | PRIDE.14                                                             | 2001年5月27日  |
| ○    | 桜庭和志                             | 1R 1:38 TKO（サッカーボールキック）  | PRIDE.13                                                             | 2001年3月25日  |
| ○    | ダン・ヘンダーソン                   | 10分2R終了 判定6-0                   | PRIDE.12                                                             | 2000年12月23日 |
| －   | ギルバート・アイブル                 | 1R 0:21 無効試合（ローブロー）       | PRIDE.11                                                             | 2000年10月31日 |
| ○    | ガイ・メッツァー                     | 1R 3:45 KO（スタンドパンチ連打）     | PRIDE.10                                                             | 2000年8月27日  |
| ○    | トッド・メディーナ                   | 1R 0:39 KO（膝蹴り）                 | Meca World Vale Tudo 2                                               | 2000年8月12日  |
| ×    | ティト・オーティズ                   | 5分5R終了 判定0-3                    | UFC 25: Ultimate Japan 3 【UFC世界ミドル級王座決定戦】               | 2000年4月14日  |
| ○    | ボブ・シュライバー                   | 1R 2:42 スリーパーホールド           | PRIDE GRANDPRIX 2000 開幕戦 【リザーブマッチ】                       | 2000年1月30日  |
| ○    | 松井大二郎                           | 10分2R終了 判定6-0                   | PRIDE.8                                                              | 1999年11月21日 |
| ○    | カール・マレンコ                     | 10分2R終了 判定6-0                   | PRIDE.7                                                              | 1999年9月12日  |
| ○    | トニー・ペテーラ                     | 1R 2:53 KO（膝蹴り）                 | UFC 20: Battle for the Gold                                          | 1999年5月7日   |
| ○    | ユージーン・ジャクソン               | 1R 0:32 ギブアップ（パンチ連打）     | IVC 10: World Class Champions 【IVCライトヘビー級王座決定戦】        | 1999年4月27日  |
| ○    | エイドリアン・セラーノ               | 1R 0:22 KO（打撃）                   | IVC 9: The Revenge                                                   | 1999年1月20日  |
| ×    | ビクトー・ベウフォート               | 1R 0:44 TKO（スタンドパンチ連打）    | UFC Brazil: Ultimate Brazil                                          | 1998年10月16日 |
| ○    | マイク・ヴァン・アースデイル         | 1R 4:00 KO（打撃）                   | IVC 6: The Challenge                                                 | 1998年8月23日  |
| ×    | アルトゥール・マリアーノ             | 2R 13:10 TKO（ドクターストップ）     | IVC 2: A Question of Pride 【決勝】                                  | 1997年9月15日  |
| ○    | エジディオ・ダ・コスタ               | 1R 2:27 ギブアップ（パンチ連打）     | IVC 2: A Question of Pride 【準決勝】                                | 1997年9月15日  |
| ○    | ショーン・ボーメット                 | 1R 1:19 KO（右ハイキック）           | IVC 2: A Question of Pride 【1回戦】                                 | 1997年9月15日  |
| ○    | マルセロ・バルボーザ                 | 1R 0:20 TKO（肩の負傷）              | Brazilian Vale Tudo 10                                               | 1997年7月1日   |
| ○    | ジウソン・フィリォ                   | 1R 3:35 KO（パンチ）                 | Brazilian Vale Tudo 6 【1回戦】                                      | 1996年11月1日  |

### グラップリング
| 勝敗 | 対戦相手                                | 試合結果          | 大会名  | 開催年月日    |
| △    | 桜庭和志&所英男 （パートナー:田村潔司） | 15分終了 時間切れ | RIZIN.1 | 2016年4月17日 |

## 獲得タイトル
- 初代IVCライトヘビー級王座（1999年）
- 初代PRIDE世界ミドル級王座（2001年）
- PRIDE GRANDPRIX 2003優勝（2003年）

## 表彰
- UFC ファイト・オブ・ザ・ナイト（5回）
- UFC ノックアウト・オブ・ザ・ナイト（2回）
- UFC殿堂入り（2024年）
- PRIDE ベストバウト（2006年）
- スポーツ・イラストレイテッド ノックアウト・オブ・ザ・ディケイド（2009年/2004年のクイントン・ジャクソン戦）
- World MMA Awards ファイト・オブ・ザ・イヤー（2008年/チャック・リデル戦）
- World MMA Awards ノックアウト・オブ・ザ・イヤー（2008年/キース・ジャーディン戦）
- World MMA Awards 特別功労賞（2018年）
- SHERDOG ファイター・オブ・ザ・イヤー（2004年）
- SHERDOG 殿堂入り（2014年）

## 出演

### 映画
- 殴者（2005年）
- 闘魂先生 Mr.ネバーギブアップ（2012年）
- キックボクサー ザ・リベンジ（英語版）（2018年）

### CM
- シック・ジャパン
- ルノー
- ザイエンス